# Convention de La Haye sur les régimes matrimoniaux (1978)
Pour les articles homonymes, voir Convention de La Haye.
Lire en ligne

Lire sur le site de la Conférence de La Haye de droit international privé

La Convention de La Haye sur les régimes matrimoniaux a été conclue le 14 mars 1978.  Conformément à son article 2, il s'agit d'un traité à vocation universelle qui concerne les régimes matrimoniaux.

## Champ d'application de la convention
Instrument applicable à la sphère du droit international privé, la Convention du 14 mars 1978 permet de déterminer la loi applicable aux régimes matrimoniaux sauf exception des obligations alimentaires, droits successoraux et capacité des personnes (article 1). Ce texte est applicable d'une part aux ressortissants d'Etats qui l'ont ratifié et, d'autre part, « même si la nationalité ou la résidence habituelle des époux ou la loi applicable (...) ne sont pas celles d'un Etat contractant » (article 2).

## En France et dans l'Union européenne
La Convention de La Haye du 14 mars 1978 est entrée en vigueur en France le 1er septembre 1992,. A compter du 29 janvier 2019, les règlements européens 2016/1103 et 2016/1104 entrent en vigueur et remplacent la Convention.   
En conséquence, il faut distinguer plusieurs périodes. Les mariages célébrés avant le 1er septembre 1992 sont soumis aux règles de droit commun, ceux contractés à partir de cette date et jusqu’au 28 janvier 2019, relèvent de cette Convention de La Haye du 14 mars 1978 sur la loi applicable aux régimes matrimoniaux, et enfin, les mariages célébrés à partir du 29 janvier 2019 sont soumis au règlement européen,.
En France, pour choisir avec certitude son régime matrimonial, un couple mixte au niveau des nationalités peut établir un contrat de mariage qui va définir ce régime matrimonial. 
Le couple peut également décider de ne pas conclure un contrat : dans ce cas, la Convention de La Haye, lorsqu'elle s'applique (selon la période), définit le cadre législatif national qui s'appliquera pour déterminer le régime matrimonial par défaut. Par cette convention,  les couples qui se sont mariés sans établir de contrat de mariage sont soumis aux dispositions du régime légal de l'Etat dans lequel ils s’installent. Mais s’ils déménagent par la suite dans un État où le régime légal est différent, ils se voient appliquer un nouveau régime matrimonial. En d'autres termes, il y a mutation du régime matrimonial.
Enfin, le couple peut faire une DLA ou déclaration de loi applicable. Dans ce cas, la Convention, de La Haye du 14 mars 1978 précise les possibilités qui s'offrent au couple en matière de choix.